# Perdidos en Yonkers
Perdidos en Yonkers (Lost in Yonkers en su título original) es una obra de teatro del dramaturgo estadounidense Neil Simon, estrenada en 1991.

## Argumento
La historia trata sobre el paso a la edad adulta del adolescente Jay Kurnitz. Al principio de la obra se descubre a Eddie, el padre de Jay, obligado a trabajar como vendedor ambulante para pagar las deudas contraídas a raíz de la muerte de su esposa, y compelido a dejar a Jay en el cuidado de su abuela y la tía Bella en Yonkers, Nueva York. Además de todo esto, Jay se ve en la obligación de cuidar de su hermano pequeño Arty. 
La abuela es inmigrante, una mujer grave, terriblemente intimidante que aterrorizó a sus hijos a medida que fueron creciendo, traumatizando a cada uno de ellos en diferente medida. Bella es una mujer dulce, aunque no muy inteligente, que aspira a  casarse con un acomodador del cine local para escapar de la opresiva atmósfera de su hogar y crear su propia familia. 
El tío de Jay, Louie también sufre las consecuencias de una infancia difícil y se ha convertido en un matón de barrio y su tía Gert padece de un problema de respiración que es más psicológico que físico. Jay tiene que pasar un año en medio de la agitación de esa la casa. Anima a Bella para que haga frente a la abuela. Cuando finalmente lo hace, abandona Yonkers, dejando a Jay solo ante los abusos de la abuela. Emocionalmente agotado, Jay tiene que aceptar con su vida en Yonkers. Bella vuelve finalmente, dispuesta a hacer frente a su madre cara a cara. Después de un año de tormento, Jay decide enfrentarse a su familia en una catarsis emocional.

## Estreno
- Richard Rodgers Theatre, Broadway, Nueva York, 21 de febrero de 1991.[1]
  - Producción: Emanuel Azenberg.
  - Dirección: Gene Saks.
  - Intérpretes: Jamie Marsh (Jay), Irene Worth (Grandma), Mercedes Ruehl (Bella), Kevin Spacey (Louie), Lauren Klein (Gert), Danny Gerard (Arty), Mark Blum (Eddie).

## La obra en España
- Teatro Fígaro, Madrid, 1992.[2]
  - Adaptación: Juan José Arteche.
  - Dirección: Ángel García Moreno.
  - Intérpretes: David Zarzo (Jay), Carmen Bernardos, luego sustituida por María Asquerino (Grandma), Ana Marzoa (Bella), Jaime Blanch (Louie), Teresa Cortés (Gert), César Lucendo (Arty), Juan Meseguer (Eddie).

## Versión cinematográfica
Simon adaptó la obra en 1993 para una película del mismo título, dirigida por Martha Coolidge, y protagonizada por Brad Stoll como Jay. Worth y Ruehl repitieron sus papeles y Richard Dreyfuss interpretó a Louie.

## Premios
- 1991, Premio Pulitzer (drama).[4]
- 1991, Premios Tony
  - Mejor Obra
  - Mejor interpretación de actor protagonista (Jamie Marsh)
  - Mejor interpretación de actriz protagonista (Mercedes Ruehl)
  - Mejor interpretación de actriz secundaria (Irene Worth)
  - Mejor interpretación de actor secundario (Kevin Spacey)